# Jacques Cellard
Jacques Cellard  (* 1920 in Paris; † 11. November 2004 ebenda) war ein französischer Autor, Romanist, Übersetzer, Lexikograf und Argotologe.

## Leben und Werk
Cellard wurde nach verschiedenen Berufen 1958 Volksschullehrer. Er studierte Linguistik, war von 1971 bis 1985 in der Tageszeitung Le Monde  Autor der Sprachchronik „La vie du langage“ und publizierte zahlreiche populärlinguistische Schriften und Wörterbücher, daneben (erotische) Romane und Biographien. Cellard war ein Kenner des Argot. Er übersetzte Franz Kafka.

## Weitere Werke

### Sprachglossen
- La Vie du langage. Chroniques, Paris 1979
- Histoires de mots, 2 Bde., Paris 1985–1986

### Argot
- (mit Alain Rey) Dictionnaire du français non conventionnel,  Paris 1980, 1991 (Argotwörterbuch mit stark erotischem Einschlag, 908 Seiten)
- (Hrsg.) Anthologie de la littérature argotique des origines à nos jours, Paris 1985

### Französische Sprache
- Le Subjonctif. Comment l'écrire ? quand l'employer ? Paris 1974, 1978, 1983, Louvain-la-Neuve 1996
- (mit Micheline Sommant) 500 mots nouveaux définis et expliqués, Paris 1979
- Les 500 racines grecques et latines les plus importantes du vocabulaire français. 1. Racines grecques. 2. Racines latines, 2 Bde., Paris 1979–1980, 1986
  - Racines grecques, 2. Auflage, Paris 1989, 3. Auflage, Les racines grecques du vocabulaire français, Paris 1998, Brüssel 2003, 2007
  - Racines latines, 2. Auflage, Paris 1989; Les racines latines du vocabulaire français, 3. Auflage, Brüssel 2000, 4. Auflage 2007
- Ça mange pas de pain ! 400 expressions familières ou voyantes de France et du Québec, Paris 1982
- Trésors des noms de familles, Paris 1984, 1987, 1995, Les noms de famille, 2009
- (Hrsg. mit  Gilbert Dubois) Dictons de la pluie et du beau temps, Paris 1986, 2008
- (mit Pierre Gay) De Bouche à oreille. Le livre des images de la langue française, Paris 1986
- Ah ! ça ira, ça ira. Ces mots que nous devons à la Révolution, Paris 1989
- Godillot, silhouette & Cie. Dictionnaire thématique des noms communs venus de noms propres, Paris 1990 (Eponymwörterbuch)

### Biographie
- John Law et la Régence 1715–1729, Paris 1996
- Un génie dévergondé: Nicolas-Edme Rétif, dit "de La Bretonne" 1734–1806, Paris 2000

### Erotika
- Les Petites marchandes de plaisir. Récit, Paris 1990 (über die Prostitution im 19. Jahrhundert)
- Emma, oh! Emma!, Paris 1992
- Journal plutôt inconvenant d'une toute jeune fille, Paris 1994
- Mi sainte mi touche, Paris 1996
- La chambre aux miroirs, Paris 1998